# Hinnebeck
Hinnebeck ist seit 1974 ein Ortsteil der Gemeinde Schwanewede im niedersächsischen Landkreis Osterholz. Zum Ortsteil gehört die Vorortschaft Hinnebecker Furth.

## Geografie
Die Ortschaft liegt nordwestlich des Kernbereichs von Schwanewede. Sie liegt am Westabhange der Garlstedt-Brundorfer Heide. Westlich vom Ort fließt die Weser zusammen mit dem rechten Nebenarm der Weser. Hinnebeck besitzt keine Industrie und kein Gewerbe. Das Dorf ist sehr landwirtschaftlich geprägt. Es ist unter Pendlern ein begehrter Wohnort.

## Geschichte
Die Ortschaft wurde zum ersten Mal, mit dem Namen Hinnebeck, in einer Urkunde 1236 erwähnt. Eine Zählung von 1718 wies 40 Feuerstellen auf. 1900 wohnten 207 Einwohner in 39 Häusern. 1737 wurde das Wohn- und Wirtschaftsgebäude Hinnebecker Straße 87 gebaut. Der Friedhof entstand 1864. Hinnebeck gehörte bis 1885 zum dann aufgelösten Amt Hagen im Bremischen, kam dann zum Kreis Blumenthal und 1939 zum Landkreis Osterholz. 1900 wurde die Verbindungsstraße nach Hinnebeck verpflastert. 1902 vernichtete ein Großfeuer vier Häuser mit allen Nebengebäuden. 1903 wurde auch die Dorfschmiede durch ein Feuer zerstört. 1903 wurde deshalb von 23 Dorfbewohnern die Freiwillige Feuerwehr Hinnebeck gegründet. Während des Zweiten Weltkrieges packten die Frauen an und belebten die Freiwillige Feuerwehr. Ein Denkmal an der Straßenecke der Bergstraße und Hinnebecker Straße erinnert an die Kriegsopfer. Ab 1973 benutzt die Feuerwehr ein eigenes Feuerwehrhaus.

## Wirtschaft und Infrastruktur

### Bildung
Es ist nachgewiesen, dass Hinnebeck seit dem 17. Jahrhundert eine eigene Schule besaß. Als erster Lehrer leistete Friedrich Thilling von 1646 bis 1659 seinen Dienst ab. In der Mitte des 18. Jahrhunderts wurde die Schule durch ein Schulgebäude ersetzt, das wiederum im Jahre 1862 durch einen Neubau ersetzt wurde. Die darauf leerstehende alte Schule wurde lange als Armenhaus der Gemeinde genutzt. Im Jahr 1970 wurde die Hinnebecker Schule eingestellt und die Schulkinder besuchten darauf die Waldschule Schwanewede.

### Verkehr
Östlich von Hinnebeck verläuft die Landesstraße 134 und die Bundesautobahn 27. Durch die Ortschaft zieht sich die Hinnebecker Straße.